# Гергележи, Анна Ильинична
Анна Ильинична Гергележи (рум. Ana Ghergheleji; 15 мая 1986 или 15 июня 1986) — молдавская футболистка, нападающая. Выступала за сборную Молдавии.

## Биография
Воспитанница молдавского футбола. Летом 2005 года перешла в клуб высшей лиги России «Лада» (Тольятти), где провела полтора сезона. В 2007 году, после того, как «Лада» на время потеряла профессиональный статус, спортсменка перешла в состав дебютанта высшей лиги «СКА-Ростов-на-Дону». Стала лучшим бомбардиром ростовчанок в 2007 году с 3 забитыми мячами. В 2008 году снова играла за «Ладу», проводившую сезон в первом дивизионе.
В 2004 году играла за сборную Молдавии до 19 лет и забила два гола в матчах отборочного турнира чемпионата Европы.
Вызывалась в сборную Молдавии, в её составе сыграла 2 официальных матча в отборочном турнире чемпионата мира-2007.
Дальнейшая судьба неизвестна.